# Sẻ lưng xanh cổ trắng
Sẻ lưng xanh cổ trắng (danh pháp hai phần: Nesocharis ansorgei) là một loài chim thuộc họ Estrildidae. Sẻ lưng xanh cổ trắng phân bố ở Sẻ lưng xanh cổ trắng phân bố ở Burundi, Cộng hòa Dân chủ Congo, Rwanda, Tanzania và Uganda.